# Alberto Lattuada
Alberto Lattuada, född 13 november 1914 i Vaprio d'Adda, död 3 juli 2005 i Orvieto, var en italiensk filmregissör som fick sitt genombrott under neorealismens storhetstid till vilken han själv i hög grad bidrog med filmerna Banditen (1946) och Negern och gatflickan (1948). Lattuada, som debuterade 1942 och fortsatte att göra spelfilm långt in på 1980-talet, är utanför Italien den minst uppmärksammade och förmodligen även den mest underskattade av de filmregissörer som slog igenom under neorealismen. Lattuada var inte de stora dramernas och extrema uttryckens regissör. Han gjorde aldrig anspråk på att ha skapat några mästerverk, även om flera av hans filmer efterhand kommit att klassas som sådana. Hans filmer är vanligen i grunden okomplicerade berättelser om den enskilda människans maktlöshet och oundvikliga öde, ofta skildrade mot bakgrund av ett historiskt skeende som obönhörligt rullar på utan att protagonisterna kan påverka det och ibland inte ens uppfattar vad det är som pågår.
Lattuadas karriär inom filmen varade i omkring ett halvt århundrade och han anpassade över tid sina berättelser till samhällets förändringar utan att någonsin kompromissa med sina grundläggade värderingar. Filmkritikerna hade mycket svårt att stoppa in honom i något fack och stämplade därför ibland honom som en eklektiker. Karakteristiskt för Lattuada var hans upptagenhet av det han uppfattade som vackert hos människan, såväl det fysiska (särskilt hos kvinnan) som det andliga, såsom kärleken och medlidandet med de förtryckta och kränkta. En annan sida av det sistnämnda är Lattuadas tydligt uttryckta avsky för människor som drivs av girighet. Till övrigt som kännetecknar hans produktion hör också ett avståndstagande från alla former av sexuellt utnyttjande och förtryck samt från hyckleriet inom den borgerlighet han själv tillhörde.

## Biografi

### Studierna och tidiga filmarbeten
Lattuada var son till kompositören Felice Lattuada som kom att komponera musiken till flera av sonens filmer. Alberto Lattuada var från början intresserad av litteratur, och var under sin studenttid medlem av redaktionen för den antifascistiska tidskriften Camminare (1932). Han var senare med om att grunda en annan antifascistisk tidskrift, Corrente di Vita (1938). Lattuada tog motvilligt en examen i arkitektur enligt sin fars önskan men var vid den tiden mer intresserad av fotografering och film. Hans första försök inom film var när han 1933 ställde upp som oavlönad scenograf för Cesare Civita och Alberto Mondadori vid en inspelning av Cuore rivelatore, en 16 mm-film som var löst baserad på Edgar Allan Poes novell Det skvallrande hjärtat. Lattuada började ungefär samtidigt skriva artiklar om film i olika tidskrifter och fick så småningom chansen att vara regiassistent åt regissören Mario Baffico som var sekreterare i en filmklubb där Lattuada blivit medlem under sin studietid. Baffico var sju år äldre och en övertygad fascist vilket inte hindrade samarbetet mellan de två filmentusiasterna nämnvärt. Något senare presenterade Lattuadas gamle skolkamrat Carlo Ponti honom för Mario Soldati som behövde en regiassistent och manusförfattare till sin film Piccolo mondo antico (1941). Lattuada klarade utmaningen mer än väl och fick omgående på Soldatis rekommendation uppdraget att göra en likadan insats för Ferdinando Maria Poggiolis film Sissignora (1942). Efter den senare ansåg produktionsbolaget, i praktiken Ponti, att det var dags för Lattuada att debutera som regissör.

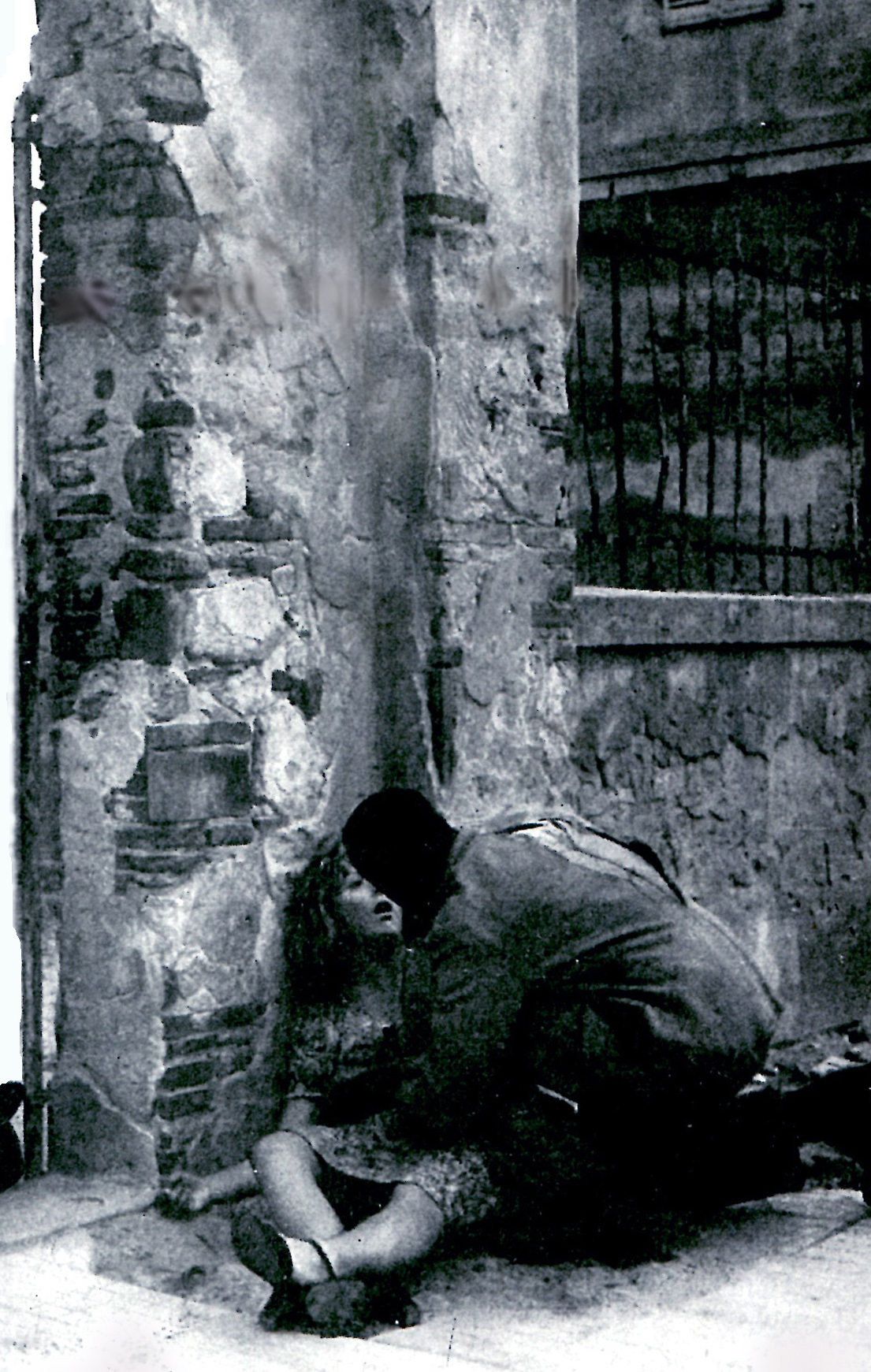
Scen ur Negern och gatflickan med Lattuadas hustru Carla Del Poggio och John Kitzmiller

### Den indignerade realismen 1942–1955
Lattuadas karriär har beskrivits som indelad i tre tämligen tydliga perioder av vilka den första inleds med hans debutfilm som regissör Giacomo l'idealista (1942) och avslutas med Scuola elementare (1955). Debutfilmen var regisserad med en viss försiktighet och gav endast en antydan om vad som skulle följa. Under de turbulenta åren därefter föll fascismen, Italien erövrades av de allierade i andra världskrigets slutfas och ett inbördeskrig utbröt. Efter kriget rådde i Italien under flera år ett socialt och ekonomiskt kaos med miljoner människor utan säker försörjning. När Lattuada kände att han hade händerna fria utvecklade han en stark och fördömande kritik, riktad inte så mycket mot samhället utan snarare mot de kategorier av människor som han ansåg hade förstört det genom skoningslös girighet, makthunger och fårskocksmentalitet. Kritiken var som skarpast i hans mest neorealistiska filmer Banditen (1946) och Negern och gatflickan (1948) i vilka han lät sin nyblivna (1945) hustru Carla Del Poggio spela en kvinna som blir prostituerad för att det är överlevnadsalternativet i en ekonomiskt hopplös situation. Detta yrkesval var enda utvägen för många yngre kvinnor i Italien som efter kriget befann sig i en mycket svår situation och regissörens moraliska indignation över detta är tydlig. Lattuadas pekpinne riktas mot kriget och de människor som har orsakat det, kriget som fått människor att glömma allt vad medlidande heter. Lattuada arbetade med tydliga kontraster. Livornos "gudfader" Pier Luigi i Negern och gatflickan bär alltid vit kostym men regissörens budskap är att hans själ är lika svart som kostymen är vit. Genom att framställa den ärliga och godhjärtade afroamerikanen Jerry som Pier Luigis sympatiska motpol passade Lattuada också på att ge den amerikanska rasismen en känga. Lattuadas moraliska budskap var enkelt och tydligt: det utvändiga saknar betydelse, det avgörande är hur man förhåller sig till sina medmänniskor. Pier Luigis vidriga personlighet var så starkt framhävd att Lattuada valde en säregen metod för att förtydliga den. Han övertalade en bekant, en hotelldirektör i Rom, att ta sig an rollen under pseudonym (Paul Claudè) kombinerat med ett löfte att aldrig mer acceptera någon annan filmroll. Lattuada ville inte riskera att den starka motvilja som rollkaraktären var avsedd att framkalla på något sätt skulle förmildras genom att samma skådespelare dök upp i någon annan film i en mindre motbjudande gestalt. Lattuadas realism var likaså tydlig: de goda människorna i hans filmer drabbas hårt av ödet och deras böner gör föga nytta. Att låta Carla Del Poggio, känd som en glad och bekymmerslös "signorinetta" från det tidiga 1940-talets Telefoni bianchi-filmer, spela en socialt utslagen prostituerad var ett annat exempel på Lattuadas metod under denna period: att arbeta med tydliga och starka kontraster. 

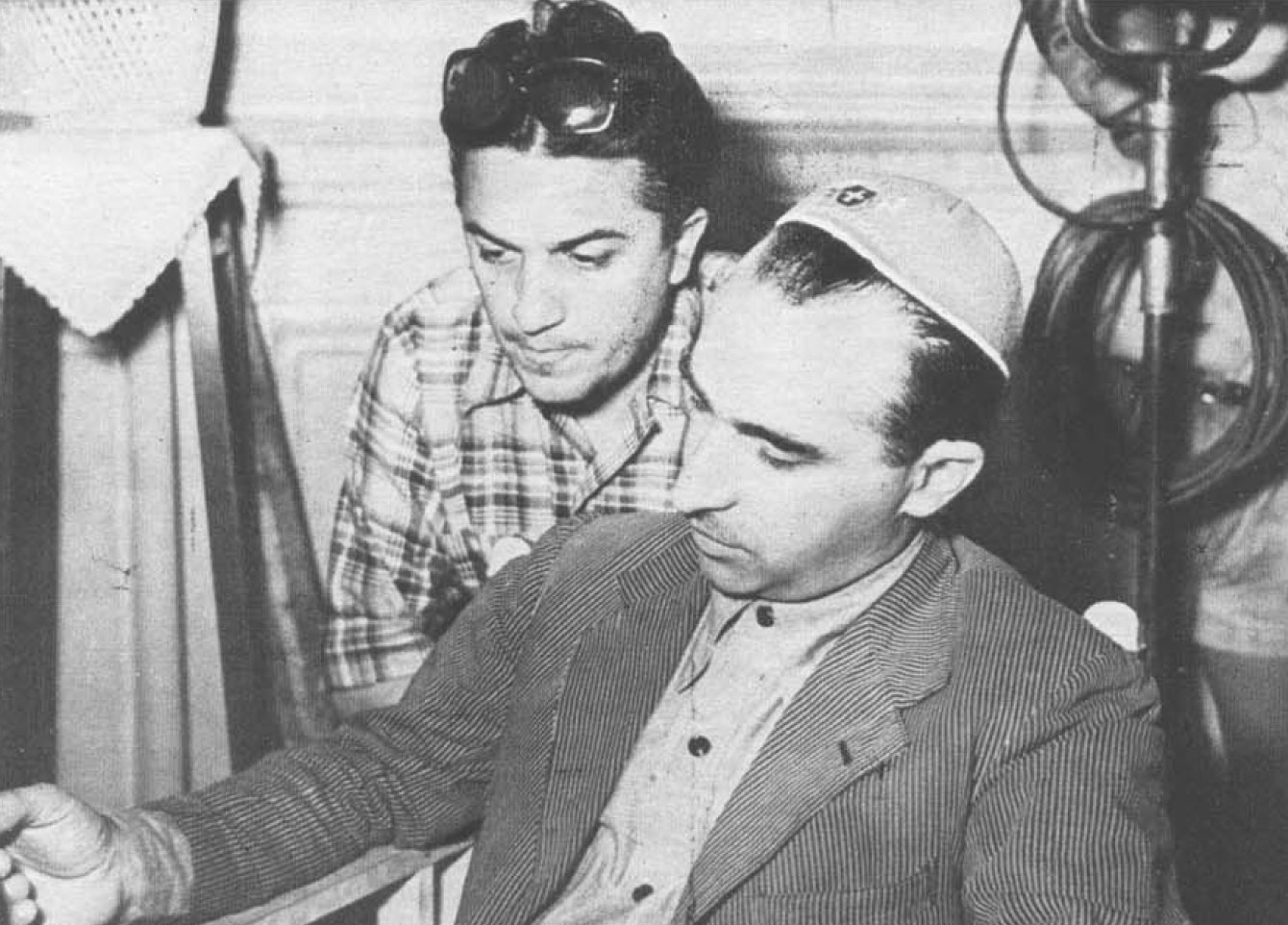
Lattuada tillsammans med Fellini under inspelningen av Rampljusens barn

Andra betydande filmer i Lattuadas produktion utöver de redan nämnda under denna period är Frestelsernas väg (1947), Il mulino del Po (1949), och Rampljusens barn (1950) där Federico Fellini fick ta klivet från att ha varit Lattuadas manusförfattare till att formellt bli hans medregissör, även om det i praktiken var Lattuada som bestämde över varje enskild scen. Rampljusens barn producerades av de två regissörerna och blev att ekonomiskt fiasko. Den noterades av de genomgående positiva kritikerna som ett intressant experiment och som regissörernas tidiga och definitiva avsked till neorealismen. Den ekonomiska krasch som filmen orsakade mildrades för Lattuadas del kraftigt nästan omgående genom hans nästa film Mitt röda blod (1951) som blev en kassasuccé även utanför Italien där den avancerade till platsen som den näst mest inkomstbringande italienska filmen genom tiderna efter Bittert ris, inte minst för att tre av de fyra huvudrollsinnehavarna (utom Doris Dowling) i De Santis publiksuccé även medverkade i Lattuadas film. Av Lattuada själv karakteriserades Mitt röda blod som en "cynisk-farmaceutisk" film (den utspelas i sin helhet på ett sjukhus) som publiken lämnade gråtande, vilket verkar ha varit regissörens avsikt. Det är första gången Lattuada medger att han har gjort en film för att tjäna pengar. Det var han också mer eller mindre tvingad att göra och trots kassasuccén dröjde det flera år innan hela skulden för det tidigare fiaskot var betald. Efterhand har denna film uppvärderats av kritikerna som varande ett exempel på Lattuadas mångsidighet och förmåga att konkurrera med de bästa Hollywood-regissörerna inom deras revir när och om han så ville göra. Med Gatflickan i societen (1954), en svidande kritik mot borgerskapets hyckleri i prostitutionsfrågan, som var hans första färgfilm återvann Lattuada även de samtida kritikernas gillande samtidigt som den blev den kanske mest omdebatterade av hans filmer. Lattuadas realistiska utgångspunkt, att en stor del av det etablissemang som offentligt fördömde prostitutionen de facto utgjorde dess kundkrets, var inte populär. Rasande representanter för det uthängda etablissemanget hängde i sin tur i helt urspårade "recensioner" ut Lattuada som kommunist med en dold agenda och hela debatten kom att handla mer om Lattuadas eventuella politiska syften än om filmen som uppenbarligen hade träffat en öm punkt precis där den skulle. Det politiska rabaldret bidrog till att göra filmen till en kassasuccé i klass med den avsiktligt opolitiska Mitt röda blod och samlade dessutom de italienska filmregissörerna i en enad front på Lattuadas sida. Han spelade helt oskyldig och förklarade att syftet med filmen varit att åstadkomma en realistisk bild av hur livet kunde te sig för en "hora" i det efterkrigstida Italien.

### Mognadens neutralitet 1957–1973
Lattuadas andra period som regissör kännetecknas bland annat av en avsaknad av det starka fördömandet från hans tidigare filmer. Hans berättelser är under denna fas utformade på ett sätt som låter presenterade fakta tala för sig själva utan inskott av de för hans tidigare filmer typiska förtydligande kommentarerna. Förändringen har tolkats som en konsekvens av en attitydförändring. Den av krigsårens negativa erfarenheter formade arge unge mannen har mognat och intagit en mer tolerant attityd mot de människor och fenomen han fortfarande ogillar. Han har också vid den här tiden etablerats som ett av de största namnen inom italiensk film och vet att det han säger väger tungt i debatten, vilket framkallar en viss försiktighet med hur det framförs. Hans filmer karakteriseras från och med nu av en starkare fokusering på persongalleriet på bekostnad av den tidigare så viktiga historiska bakgrunden och den fysiska omgivningen i övrigt. Den för hans första period typiska starka kontrasteringen, där motsatser på ett väldigt tydligt sätt ställs mot varandra, blir mindre tydlig. Lattuadas filmer blev därigenom å ena sidan mer lättillgängliga för den oinitierade men å andra sidan svårare att analysera.
Callisto Cosulich, en av Italiens främsta filmkritiker, har karakteriserat skildringen av huvudpersonen Emerenziano Paronzini (Ugo Tognazzi) i komedin Mannen som kom på kaffe och… (1970) som något av ett skolexempel på hur Lattuada gjorde film under denna period. Det är ett närgånget porträtt av en människa som egentligen är ett koncentrat av allt som Lattuada avskydde och föraktade men det finns inget i filmen som tydliggör det. För att förstå det måste man ha sett Lattuadas filmer från hans tidigare period, eller tagit del av hans egen kommentar till filmen. I sin kommentar beskriver han Paronzini som ”un uomo assolutamente vuoto” (’en totalt innehållslös man’), en man som egentligen bara är ett djur, i vars lilla värld det inte existerar något meningsfullt utöver mat och sex och när dessa erbjuds i riklig mängd, är ännu mer av samma den enda förbättring av världen som Paronzini kan föreställa sig.

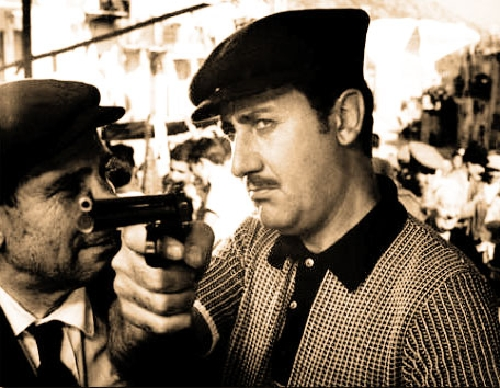
Alberto Sordi som maffiamördaren Antonio "Nino" Badalamenti i Mafioso (1962)

Den film som inledde denna period var Guendalina (1957) som kom att utgöra den första delen av en trilogi, vars övriga delar är I dolci inganni (1960) och Così come sei (1978), av vilka den sista delen tillkom under slutfasen av Lattuadas karriär. Av hans övriga filmer under den tidigare delen av perioden kan nämnas Lettere di una novizia (1960) vars måltavla var hyckleriet inom den katolska kyrkan och den absurda Mafioso (1962), ett porträtt av en till synes helt osannolik mördare som emellertid har existerat i verkligheten. Med den sistnämnda, nominerad till ett flertal filmpriser, nådde Lattuada sin högsta nivå av kreativitet där han sedan lyckades hålla sig kvar perioden ut. 
Från periodens senare del kan ytterligare nämnas Fräulein Doktor (1969) en antikrigsfilm riktad mot alla former av förhärligande eller berättigande av krig. Lattuada angav själv den japanske regissören Yasuzo Masumuras film Akai tenshi (1966) som inspirationskälla och uppgav att hans film var ett slags kritisk kommentar till Masumuras. Mot slutet av den här perioden kunde man se de första tecknen på att Lattuada började tappa den röda tråden i sitt filmskapande och att hans neutrala hållning i ett nytt samhällsklimat, under de så kallade blyåren, inte längre förmådde fylla någon uppgift. Under arbetet med Bianco, rosso, è… (1972) lät han en av skådespelarna, Sophia Loren, mer eller mindre löpa amok och i praktiken omvandla en biroll till en huvudroll. Lattuada medgav själv att inspelningen börjat med en huvudrollsinnehavare men den färdiga filmen hade två. Till sin nästa film Sono stato io! (1973) valde Lattuada att satsa på säkra kort. Han lade stor vikt på valet av skådespelare och utgick från ett gammalt projekt som legat ofullbordat länge. Denna film, faktiskt en av hans bästa, visade än en gång hur svårt även de ledande filmkritikerna hade att stoppa in Lattuada i ett bestämt fack. De flesta skrev inte en rad om den. Samtidigt som flera av samtidens andra ledande filmskapare var upptagna av omskrivna filmer om fri sexualitet och andra anti-auktoritära aktiviteter presenterade Lattuada en film om en fullständigt oduglig ung man, en dagdrömmande fönstertvättare, som för att bli kändis avsiktligt placerar ut ledtrådar vilka gör honom till huvudmisstänkt för ett uppmärksammat mord och som en oavsiktlig bieffekt resulterar i ett 30-årigt fängelsestraff. Med denna berättelse om en obetydlig och mycket ensam man, beredd att göra nästan vad som helst för att bli någon, några år före Scorseses Taxi Driver som blev en världssuccé på samma tema, visade Lattuada att han inte ännu hade tappat kontakten med det som pågick i världen utanför.

### Karriärens omdebatterade slutfas 1974–1989
Lattuadas tredje period som filmskapare inleds med en mycket tydligare gräns mot den tidigare fasen än vad fallet var i mitten av 1950-talet. Han väljer nu i viss mening samma väg som Bernardo Bertolucci och Pier Paolo Pasolini och flera andra dåtida regissörer tagit före honom,  med radikala skildringar av erotiska relationer. Hans filmskapande blir något slags erotisk subversivitet där han ytligt sett förefaller plädera för en tillbaka till naturen-filosofi eller ”nyhedendom” med en totalt fri sexualitet, eller som Cosulich uttrycker det: ”ett Eden där det inte finns någon förbjuden frukt”. 
Detta var en utvecklingslinje som låg i tiden men när den tidigare erkänt trendokänsliga Lattuada tämligen plötsligt och medvetet klev in i ett av de fack där kritikerna i tre årtionden misslyckats med att placera honom, tolkade en del av dem detta val som ett tidigt tecken på senilitet hos den då drygt 60-årige regissören, särskilt efter Oh, Serafina (1976). Redan Lattuadas första film under den här perioden, Le farò da padre (1974) utlöste en tämligen hetsig debatt i Italien, där feminister anklagade Lattuada för både kvinnofientlighet och en gubbsjuk objektifiering av kvinnan, som dessutom i filmen var en mentalt efterbliven 15-åring spelad av Teresa Ann Savoy. Regissören själv förklarade att han som vanligt hade berättat en historia, i detta fall om hur man i södra Italien traditionellt såg på unga kvinnor, äktenskap och pengar (hemgift) och att huvudpersonen Clotildes ”efterblivenhet” i själva verket endast var det sätt på vilket hon valt att revoltera mot sin familj. De flesta italienska filmkritiker verkade ha tolkat filmen så som Lattuada hade avsett och gav den ett genomgående högt betyg men flera av dem ifrågasatte samtidigt de intellektuella grunderna för Lattuadas vägval.
Lattuadas andra arbete under perioden, Cuore di cane (1976) utgjorde ett tillfälligt avbrott i det som kritikerna uppfattat som en början på en ny linje och var möjligen en reaktion på den uppörda debatten. Det var en filmatisering av Michail Bulgakovs roman En hunds hjärta. Lattuada avböjde förslag från Dino De Laurentiis att ge huvudrollerna till Al Pacino och Nino Manfredi och erbjöd i stället dem till debutanten Cochi Ponzoni och en av sina favoriter bland manliga skådespelare, Max von Sydow, som kände till flera av Lattuadas tidigare filmer och omgående accepterade anbudet. Den italiensk-svenska språkförbistringen avklarades genom att anlita Viveca Melander som översättare av manuskriptet. Den i sammanhanget nödvändiga hundrollen spelades av blandrashunden Bob vars övriga meriter inom filmbranschen är okända. För Lattuadas del var filmen den fjärde som baserades på ett arbete av en rysk författare. Den första var Överrocken (1952), baserad på Nikolai Gogols novell Kappan från 1842.
De tre sista filmerna som Lattuada arbetade med under 1970-talet drog stor publik och delvis mycket hård kritik. Det gäller inte minst den för sina sexscener med Nastassja Kinski uppmärksammade Così come sei (1978) där Lattuada berörde det tabubelagda ämnet incest men fick kritik för att i vanlig ordning ha presenterat en berättelse med ett tydligt problem men utan ett tydligt moraliskt ställningstagande till det. Med sin nästa film, La Cicala (1980) återgick Lattuada till ett tema från en av sina tidigare filmer, Varginnan (1953), konkurrensen mellan mor och dotter som båda är intresserade av samma man. Kritikerna menade att filmen hantverksmässigt var den svåraste utmaning Lattuada någonsin åtagit sig och i det avseendet blev så fulländad som den kunde bli med 40 års erfarenhet av regisserande. Men själva berättelsen beskrevs som en fabel utan sensmoral, en tekniskt fulländad men poänglös upprepning av Varginnan. Att Lattuadas filmskapande hamnat i något slags kris blev än mer tydligt i och med att han efter en konflikt med protagonisten Nino Manfredi bokstavligen gick ifrån sitt nästa filmprojekt efter att demonstrativt ha erbjudit Manfredi att överta regissörsstolen.

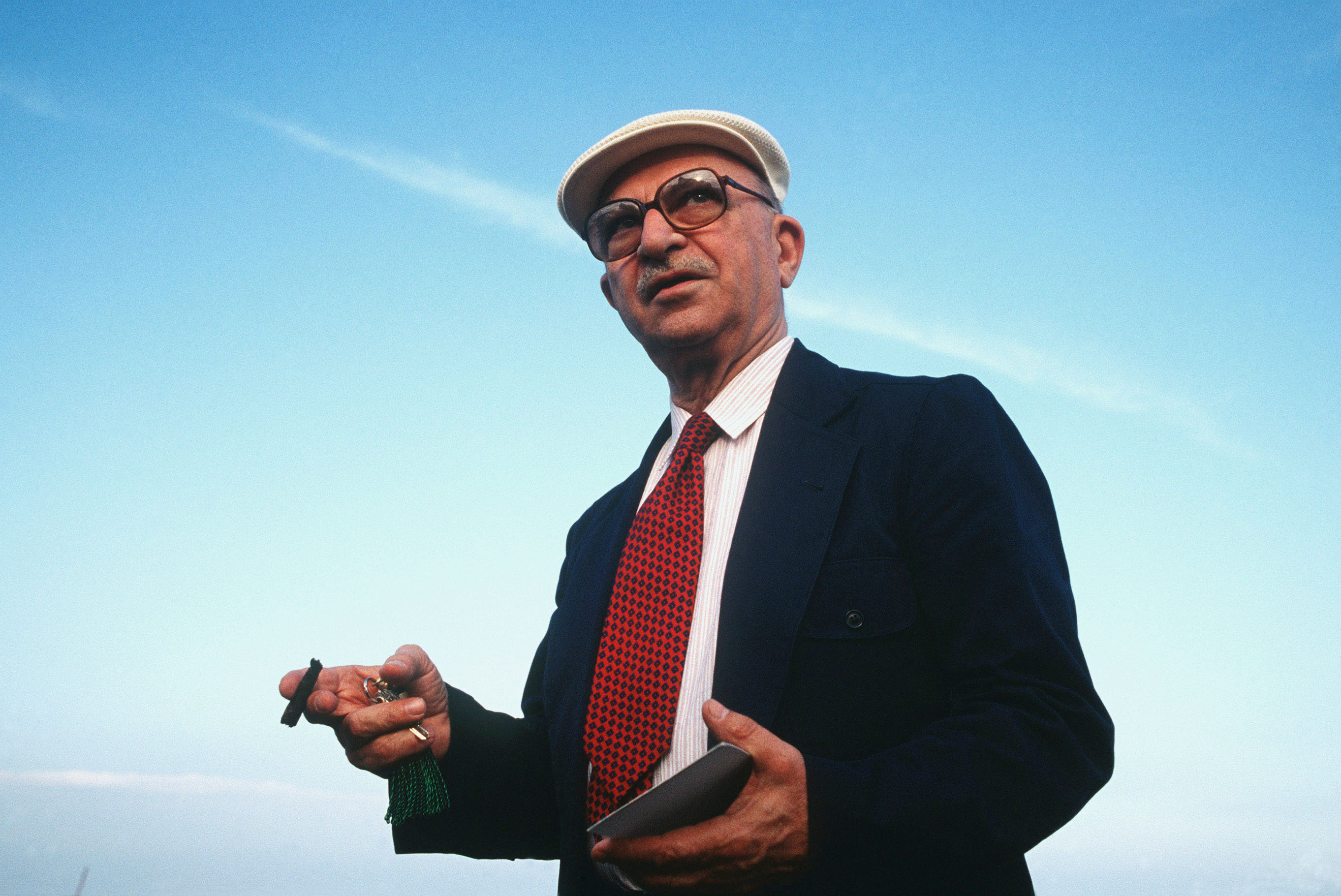
Alberto Lattuada 1991

Efter konflikten med Manfredi drog sig Lattuada tillbaka men fick efter några år ett erbjudande att regissera en sex timmar lång TV-miniserie i fyra avsnitt om Columbus liv. Det rörde sig om en samproduktion mellan TV-bolag i fyra olika länder. För Lattuada innebar detta en möjlighet att åter utnyttja sin ursprungliga berättarteknik med att kontrastera en ensam individs öde mot ett stort historiskt skeende. Serien visades 1985 och blev en stor framgång, främst naturligt nog i Italien och USA. Lattuada använde omedelbart sina inkomster till att slutföra ett projekt som han påbörjat långt tidigare. Resultatet blev hans sista långfilm i bioformatet, Una spina del cuore (1986). Han fortsatte att arbeta med TV-produktioner till årtiondets slut. Lattuadas sista arbete som ensam regissör blev den 52 minuter långa Mano rubata som visades i italiensk TV den 23 maj 1989. Samma år slöts på sätt och vis cirkeln för hans del genom att han gjorde avsnittet om Genua i 12 registi per 12 città, en 90 minuter lång dokumentär, producerad med anledning av fotbolls-VM i Italien 1990. Avsnittet om Turin regisserades nämligen av hans gamle mentor Mario Soldati. Helt förmådde Lattuada inte lämna filmen. Han fortsatte att skriva artiklar om film fram till mitten av 1990-talet och gjorde som 80-åring något oväntat en sina få insatser som skådespelare i Carlo Mazzacuratis film Il Toro (1994).

### Privatlivet
Lattuada träffade Carla Del Poggio 1943 under inspelningen av Nunzio Malasommas film Incontri di notte där hon medverkade. De gifte sig 1945 och förblev gifta till Lattuadas död. De fick två barn, sönerna Alessandro och Francesco. Alberto Lattuada dog 2005 av Alzheimers sjukdom.

## Filmografi (som regissör)
- Giacomo l'idealista (1942)
- La freccia nel fianco (1943)
- La nostra guerra (1945) dokumentärfilm
- Banditen (1946)
- Frestelsernas väg (1947)
- Negern och gatflickan (Senza pietà) (1948)
- Il mulino del Po (1949)
- Rampljusens barn (Luci del Varietà) (1950) I samarbete med Federico Fellini
- Mitt röda blod (1951)
- Överrocken (1952)
- Varginnan (1953)
- L'amore in città, episoden Gli italiani si voltano (1953)
- Gatflickan i societeten (1954)
- Scuola elementare (1955)
- Guendalina (1957)
- Kosackernas uppror (1958)
- I dolci inganni (1960)
- Lettere di una novizia (1960)
- L'imprevisto (1961)
- Mafioso (1962)
- La steppa (1962)
- La Mandragola (1965)
- Matchless (1966)
- Don Giovanni in Sicilia (1967)
- Fraulein Doktor (1968)
- L'amica (1969)
- Mannen som kom på kaffe och… (1970)
- Bianco, rosso e... (1972)
- Sono stato io (1973)
- Le farò da padre (1974)
- Cuore di cane (1976)
- Oh! Serafina (1976)
- Così come sei ( Stay As You Are’’) (1978)
- La cicala (1980)
- Una spina nel cuore (1986)